# سانتا لوسیا (اتلانتیکو)
سانتا لوسیا (انگلیسی: Santa Lucía, Atlántico) نام شهری در کشور کلمبیا است.